# 八須賀孝蔵
八須賀 孝蔵（はちすが こうぞう、10月23日 - ）は、日本の男性声優、俳優。岡山県出身。オフィスチャープ所属。血液型はA型。身長177cm。
以前はぐるーぷ・インパクト（北沢セクション）（声優として）劇団すごろく（俳優として）所属していた。旧芸名は藤井 孝蔵（ふじい こうぞう）。

## 出演作品

### テレビアニメ
- あたしンち（2009年、サラリーマン）
- STEINS;GATE（2011年、男達、ラウンダー）
- はなかっぱ（2013年）

### OVA
- 一騎当千　集鍔闘士血風録（2012年、京都闘士 壱）

### ゲーム
- 絶体絶命都市3 -壊れゆく街と彼女の歌-（2009年）
- なりそこない英雄譚〜太陽と月の物語〜（2009年）
- 絶体絶命都市4Plus -Summer Memories-（2018年）

### ラジオ番組
- 演劇情報番組たけがき2（FM西東京）

### ラジオドラマ（オーディオドラマ）
- twinkle tea party!（FMさがみ）
  - ラジオドラマ「あまなつっ！Prologue」（2012年11月） -　天海夏久（あまなつ） 役

### CDドラマ
- 血液型男子セカンドシーズン〜O型〜

### 舞台

#### 劇団すごろく
- 残り香
- 陽炎・稲妻・水の月
- 星合ひの空
- 劇団すごろく六月公演「酔先生のふで」（2013年6月20日 - 23日）

#### 客演
- 第1回解散公演「LOST DIRECTION」（2008年5月16日 - 18日、ウエストエンドスタジオ）
- 劇団ハチビットプラネット第3回公演「アウトロ―流れる映画社―」（2011年1月19日 - 23日、参宮橋トランスミッション） -　坂井 役
- 劇団ハチビットプラネット第4回公演「ボーダー・ラインブレイカー」（2012年3月28日 - 4月1日、参宮橋トランスミッション）
- 劇団ハチビットプラネット第6回公演「おしまいと、その続き」（2013年7月31日 - 8月4日、下北沢シアター711）